# Велике Зайончково
Велике Зайончково (пол. Wielkie Zajączkowo) — село в Польщі, у гміні Драгач Свецького повіту Куявсько-Поморського воєводства.
Населення — 280 осіб (2011).
У 1975-1998 роках село належало до Бидгощського воєводства.

## Демографія
Демографічна структура станом на 31 березня 2011 року:
|          | Загалом | Допрацездатний вік | Працездатний вік | Постпрацездатний вік |
| -------- | ------- | ------------------ | ---------------- | -------------------- |
| Чоловіки | 146     | 36                 | 98               | 12                   |
| Жінки    | 134     | 37                 | 75               | 22                   |
| Разом    | 280     | 73                 | 173              | 34                   |